# Jeison Medina
Jeison Medina Escobar (Itagüí, 27 febbraio 1995) è un calciatore colombiano, attaccante dell'Independiente del Valle.

## Carriera
Ha giocato nella massima serie colombiana e nella seconda divisione spagnola.

## Palmarès

### Club

#### Competizioni nazionali
- Campionato colombiano: 1

América de Cali: 2019-II